# أدونيس (فرقة)
أدونيس فرقة موسيقية لبنانية تأسست في 2011، على يدي أنطوني خوري (المغني الرئيسي) وجوي أبو جودي (عازف الغيتار). إنضم إلى الفرقة كلا من فابيو خوري (عازف الباس) ونيكولا حكيم (عازف الطبل). بعد انتقال فابيو إلى سويسرا، تم استبداله بجيو فيكاني ليكون هو (عازف الباس)، وتعتبر أغنية «سطوح أدونيس» أول اغانيها.

## ألبومات
في 2011، نشرت الفرقة ألبومها الأول (ضو البلدية).
في 2013، نشرت الفرقة ألبومها الثاني (من شو بتشكي بيروت).
في 2017، نشرت الفرقة ألبومها الثالث (نور)، ومِن أغانيه «إذا شي نهار».
في 2019، نشرت الفرقة ألبومها الرابع (١٢ ساعة).
في 2021، نشرت الفرقة ألبومها الخامس (أعداء) ، الذي احتوى على 11 أغنية.
في 2022، نشرت الفرقة ألبومها السادس ( حديث الليل).
في 2025, نشرت الفرقة ألبومها السابع (وديان). 